# NGC 564
NGC 564 is een elliptisch sterrenstelsel in het sterrenbeeld Walvis. Het hemelobject werd op 1 oktober 1785 ontdekt door de Duits-Britse astronoom William Herschel.

## Synoniemen
- PGC 5455
- UGC 1044
- MCG 0-4-154
- ZWG 385.148
- DRCG 7-6